# Teateråret 1970

## Händelser

### Augusti
- 27 augusti – The Royal Shakespeare Company drar igång sin production av Shakespeares En midsommarnattsdröm, regisserad av Peter Brook, vid Royal Shakespeare Theatre, Stratford-upon-Avon, England.[1]

### December
- 9 december – Göran Gentele utses till chef för Metropolitanoperan från den 1 juli 1972.[2]

### Okänt datum
- Dramatiska Institutet grundas.

## Priser och utmärkelser
- O'Neill-stipendiet tilldelas Birgitta Valberg
- Thaliapriset tilldelas Ernst Günther
- Gun Arvidsson tilldelas Teaterförbundets De Wahl-stipendium
- Jussi Björlingstipendiet tilldelas Margareta Hallin
- Jenny Lind-stipendiet tilldelas Sylvia Härwell

## Avlidna
- 14 december – Håkan Jahnberg, 67, svensk skådespelare.